# Легзюшка
Легзю́шка (рос. Легзюшка) — річка в Росії, права притока Чепци. Протікає територією Кезького і Дебьоського районів Удмуртії та Великососновського району Пермського краю.
Річка починається неподалік колишнього присілку Легзіно Кезького району, протікає на південь та південний схід. Впадає до Чепци на території Великососновського району Пермського краю навпроти гирла річки Грязнуха. Верхня течія заболочена. Майже повністю протікає через лісові масиви тайги. Приймає декілька дрібних приток, найбільша права Мала Легзюшка.
Над річкою, в середній її течії, розташовано присілок Лобани Дебьоського району.